# Адмета
Адмета (грч. Αδμήτη) је у грчкој митологији било име више личности.

## Митологија
- Хесиод ју је у теогонији наводио као једну од Океанида. Њено име у преводу значи „несаломљива“ или „невенчана“. Могла је бити нимфа Најада са извора у дивљој, планинској природи или Нефела која управља кишним облацима. Можда је била божанство невенчаних девојака.[1] Хигин ју је називао Адмето и сматрао кћерком Понта и Таласе.[2]
- Кћерка микенског краља Еуристеја и Антимахе или Адмете. По Еуристејевом налогу, Херакле је Адмети морао да донесе појас краљице Хиполите. Чак, како неки извори наводе, Адмета се Хераклу придружила на путу ка Амазонкама, чија је Хиполита била краљица. Адмета је у Аргу дуго била Херина свештеница, али су је, након очеве смрти, Аргивци протерали. Међутим, пре него што је напустила Арг, украла је кип своје богиње, који је пренела у храм на Самосу, који су основали Лелези. Аргивци нису могли да се помире са овим губитком, па су послали тиренске гусаре да га врате. Храм на Самосу није имао врата, па су се лако докопали кипа, али нису могли никако да се отисну на пучину. Они су то схватили као знак да богиња Хера жели да њен кип остане на острву Самос. Зато су оставили кип и отишли. Становници острва су тражили кип и нашли га, када су гусарске лађе биле већ поодмакле, па су сматрали да им се богиња сама вратила. Адмета је очистила кип од људских додира и вратила га у храм. Нека друга предања су говорила да су тај кип на Самос пренели Аргонаути.[3][2]